# Hieracium mammatidens
Hieracium mammatidens es una especie de planta con flor del género Hieracium, de la familia Asteraceae, orden Asterales.

## Distribución
Hieracium mammatidens se distribuye por Suecia.

## Taxonomía
Fue descrita científicamente por Folin.